# 顏瑜
颜瑜（？—1358年），字德润，元朝兖州曲阜人，兖国复圣公颜回五十七代孙。
因为品行好被推荐，担任邹县、阳曲县教谕。至正十八年，田丰在山东起兵反元，颜瑜携家逃到郓城，途中遇到田丰所部红巾军，用刀威胁他：“你是何人？”颜瑜说：“我是东鲁书生。”他们说：“你是书生，我不杀你，可跟着我见主帅。”颜瑜骂道：“你们是贼，还有什么主帅！”红巾军大怒，想杀颜瑜，颜瑜没有惧色。让他写旗，颜瑜大骂：“你们是大元百姓，天下大乱，招募你们为兵，为什么反当叛逆。我手腕可断，岂能为你们写旗从逆！”于是他被枪所刺死，至死骂不绝口。其妻儿全都遇害。